# Titanic (Fernsehserie)
Titanic ist eine britisch-kanadisch-ungarische Fernsehserie, die auf dem Untergang der Titanic im Jahr 1912 basiert.

## Handlung
Southampton, 10. April 1912: Alle warten gespannt auf die Jungfernfahrt der Titanic von Southampton nach New York City. Im letzten Moment gelingt es Hugh Graf von Manton, eine Kabine für seine Tochter Georgiana zu bekommen, die durch die Teilnahme an einer Demonstration für das Wahlrecht der Frauen gesellschaftlichen Aufruhr machte. Georgiana rebelliert gegen das Klassensystem und ist nicht gerade begeistert, auf der Titanic zu reisen, wo ihrer Ansicht nach das System am besten repräsentiert wird. Ihre Mutter Luisa kann dies nicht nachvollziehen. Auch die Zofe Mabel Watson und der Butler Kenneth Barnes der Mantons haben mit dem Klassensystem zu kämpfen, denn die beiden müssen sich den Speisesaal mit den Angestellten neureicher Amerikaner teilen. Als Kenneth Mabel ein Buch entreißt und so zum Gespött der anderen wird, trifft diese die Entscheidung, Lady Luisa zu bestehlen. Sie stiehlt ihr eine wertvolle Brosche und will den Diebstahl Peter Lubov unterschieben. Als Kenneth davon erfährt, hält er sie davon ab und erfährt den wahren Grund des Diebstahls. Mabels Vater ist arm und die beiden brauchen das Geld zum Überleben. Nach der Kollision gibt Kenneth Mabel einen Brief, die diesen erst später öffnen darf, wenn sie gerettet sei. An Bord eines Rettungsbootes öffnet Mabel den Brief, in dem ihr Kenneth sein Vermögen vererbt.
Währenddessen entdeckt Georgiana ihre Zuneigung zu dem amerikanischen Millionärssohn Harry Widener – sehr zur Freude der beiden Familien. Nach der Kollision hofft Harry, dass Georgiana ein Rettungsboot findet und gerettet wird. Georgiana und ihre Mutter Luisa werden gerettet, Harry und sein Vater kommen ums Leben, während sein Bruder George und seine Mutter gerettet werden.
Der Anwalt der Mantons, John Batley, muss geschäftlich nach New York und reist mit seiner Frau Muriel in der zweiten Klasse. Muriel ist davon nicht begeistert und zeigt ihre Abneigung zu ihrem enttäuschten Leben und zu ihrem Mann deutlich. Als sie von den Mantons zum Tee in die erste Klasse eingeladen wird, macht sie ihrem Unmut ihrem Mann gegenüber Luft. Im Durcheinander nach der Kollision konfrontiert Muriel Luisa Manton mit einem dunklen Geheimnis ihres Mannes. Sie weiß von der Affäre des Grafen und einem unehelichen Kind. Als die Titanic zu sinken beginnt, beichtet Luisa ihrem Mann, dass sie von der Affäre und dem Kind wisse und sie sich – wenn er das Unglück nicht überlebt – um das Kind kümmern werde. Hugh wird wenig später halbtot aus dem Wasser gezogen und überlebt. Auch John überlebt das Unglück, findet aber seine Frau Muriel nur tot wieder.
Dem Heizer Mario Sandrini gelingt es durch einen Trick, seinem Bruder Paolo einen Job als Steward im Speiseraum der ersten Klasse zu besorgen. Die Brüder träumen davon, ein neues Leben in New York zu beginnen. Paolo verliebt sich in die Stewardess Annie Desmond, die für die White Star Line den Passagieren der zweiten Klasse zur Hand geht. Trotz ihrer unterschiedlichen Ansichten sind sich die beiden auf Anhieb sympathisch und deshalb macht Paolo Annie kurz vor dem Untergang einen Heiratsantrag. Annie hält dies für einen Scherz, da sich die beiden erst drei Tage lang kennen, aber als sie einen Platz in den Rettungsboten bekommt und Paolo nicht, nimmt sie den Antrag an. Wenig später wird Paolo aus dem Wasser gezogen und stirbt in Annies Armen. Als Annie gefragt wird, ob sie Paolo kenne, gibt sie sich als seine Verlobte aus. Mario hat es mit anderen wie dem Zweiten Offizier Charles Lightoller und Jack Thayer geschafft, sich auf dem kieloben treibenden Faltboot B zu retten. Sie werden später von einem anderen Rettungsboot aufgelesen.
Jim Maloney soll gewährleisten, dass die Arbeiten an der Elektrizität der Titanic bis zur Jungfernfahrt fertiggestellt sind. Deshalb bekommt er von Thomas Andrews für sich und seine sechsköpfige Familie eine Kabine in der dritten Klasse. Jim freut sich darüber, da er nun endlich in Amerika ein neues Leben beginnen kann. Seine Frau Mary steht dem skeptisch gegenüber, und als sie die zu kleine Kabine sieht, macht sie ihrem Mann Vorwürfe. Als Jim im Speisesaal der dritten Klasse den Russen Peter Lubov trifft, ahnt er noch nicht, dass Peter und seine Frau sich bald näherkommen werden. Mary und Peter entdecken ihre Zuneigung füreinander. Sie küssen sich schließlich, was vor Jim nicht verborgen bleibt. Er geht auf Peter los, doch Mary kann ihn zurückhalten. Jim beruhigt sich zwar, ist seither jedoch Peter gegenüber feindselig gestimmt. Die Maloneys und alle anderen ahnen nicht, dass Peter Lubov in Wahrheit ein landesweit gesuchter Polizistenmörder ist. Als Peter von einem der anderen Passagiere erkannt wird, bringt er diesen um. Während die Titanic sinkt, versuchen Peter und die Maloneys, sich gegen das Klassensystem zu behaupten, um auf das Bootsdeck zu gelangen. Als Mary im Rettungsboot sitzt, äußert der kommandierende Steward die Befürchtung, es könne vollbeladen zerbrechen, was ihre Tochter Theresa dazu veranlasst, überstürzt das Boot zu verlassen. Damit Mary nicht aussteigt, sichert Jim ihr zu, Theresa zu suchen. Mary bittet Peter, ihn zu unterstützen. Jim und Peter machen sich gemeinsam auf die Suche. Jim findet seine Tochter an einem versperrten Treppenaufgang. Er erkennt, dass sie keine Chance haben, sich aus dieser Falle zu befreien, und ertrinkt mit seiner Tochter. Peter trifft auf der Suche nach Theresa auf Paolo, der ihn bittet, seinen Bruder Mario zu befreien. Er und das italienische Restaurantpersonal wurden nach einem Aufruhr in die Arrestzelle des Schiffs gesperrt. Peter schafft es, die Tür zu öffnen und die Männer zu befreien. Es ist das letzte Mal, dass er gesehen wird.
Thomas Andrews, der Schiffsarchitekt der Titanic, genießt die Fahrt, obwohl die Arbeiten erst kurz vor dem Auslaufen beendet wurden. Er ist stolz auf sein Werk, auch wenn er auf Weisung J. Bruce Ismays Einsparungen bei den Rettungsbooten vornehmen musste, die zwar den gesetzlichen Bestimmungen, aber nicht der Anzahl der Passagiere entsprechen, um mehr Platz auf dem Promenadendeck zu bekommen. Er lässt sich von der Bridgerunde, bestehend aus der Schauspielerin Dorothy Gibson und dem Milliardär John Jacob Astor VI, gebührend feiern. Als jedoch das Schiff zu sinken beginnt und er das Ausmaß der Katastrophe sieht, macht er sich Vorwürfe und beschließt mit der Titanic unterzugehen. Zur selben Zeit geht auch der Kapitän Edward J. Smith mit sich ins Gericht, da er nicht auf die Eisbergwarnungen gehört und somit die Gefahr unterschätzt hat. Auch er geht mit der Titanic unter.

## Produktion
Im Oktober 2010 gab der Sender ITV1 bekannt, dass er zum 100-jährigen Untergang der Titanic eine vierteilige Miniserie produzieren wolle. Als Produzent wurde Simon Vaughn und als Autor Julian Fellowes für das Projekt verpflichtet. Im Frühling 2011 begannen die Dreharbeiten für die Serie. Für das Projekt stand ein Budget von 15 Millionen Dollar bereit.
Das Projekt ist eine Ko-Produktion zwischen ITV Studios, Deep Indigo Productions, Lookout Point (Vereinigtes Königreich), Sienna Films Inc (Kanada) und Mid Atlantic Films (Ungarn).
Am 9. Oktober 2011 wurde der erste offizielle Trailer zur Serie veröffentlicht.

### Casting
Anfang April 2011 wurden Linus Roache, Geraldine Somerville, Celia Imrie, Toby Jones, Perdita Weeks, Lee Ross, Jenna-Louise Coleman, Sophie Winkleman, Maria Doyle Kennedy und Noah Reid für die Hauptrollen verpflichtet und gaben die Besetzungsliste der Serie bekannt. Historische Figuren wie Thomas Andrews, der 1. Offizier William M. Murdoch, der 2. Offizier Charles Lightoller oder Dorothy Gibson wurden mit Stephen Campbell Moore, Brian McCardie, Steven Waddington und Sophie Winkleman besetzt. Der Cast ist mit bekannten britischen und kanadischen Schauspielern besetzt.

### Dreharbeiten
Die Dreharbeiten begannen Ende April 2011 in Ungarn. Gedreht wurde im größten Indoor-Wassertank Europas, der in den Stern Studios in Budapest errichtet wurde und 900 Quadratmeter umfasst. Dort wurden ein zweiteiliges Schiff-Set, eine 60 Meter lange Schiffspromenade, ein 50 Meter langes Schiffsdeck und ein fünf Meter langer Schiffskorridor konstruiert. Des Weiteren wurden die  Schiffsbrücke, die Kabinen für die jeweiligen Passagiere nach Klassen und der Speisesaal kreiert.

## Besetzung
| Rolle                          | Schauspieler           | Episoden | Synchronsprecher      |
| ------------------------------ | ---------------------- | -------- | --------------------- |
| Paolo Sandrini                 | Glen Blackhall         | 1–4      | Nico Mamone           |
| Mary Maloney                   | Ruth Bradley           | 1–4      | Maria Koschny         |
| Peter Lubov                    | Dragoș Bucur           | 1–4      | Waléra Kanischtscheff |
| Kapitän Edward J. Smith        | David Calder           | 1–4      | Tom Deininger         |
| Thomas Andrews                 | Stephen Campbell Moore | 1–3      | Uwe Büschken          |
| Annie Desmond                  | Jenna-Louise Coleman   | 1–4      | Luisa Wietzorek       |
| Muriel Batley                  | Maria Doyle Kennedy    | 1–4      | Anke Reitzenstein     |
| Benjamin Guggenheim            | David Eisner           | 1–4      | Helmut Gauß           |
| Grace Rushton                  | Celia Imrie            | 1–4      | Helga Sasse           |
| Robert Batley                  | Toby Jones             | 1–4      | Lutz Schnell          |
| Mrs. Brown                     | Linda Kash             | 1–4      | Iris Artajo           |
| Lady Duff Gordon               | Sylvestra Le Touzel    | 1–4      | Denise Gorzelanny     |
| David Evans                    | Mark Lewis Jones       | 1–4      | Peter Reinhardt       |
| Mario Sandrini                 | Antonio Magro          | 1–4      | Claudio Maniscalco    |
| Mabel Watson                   | Lyndsey Marshal        | 1–4      | Ghadah Al-Akel        |
| 1. Officier William M. Murdoch | Brian McCardie         | 1–4      | Oliver Stritzel       |
| Jim Maloney                    | Peter McDonald         | 1–4      | Tobias Müller         |
| Harry Widener                  | Noah Reid              | 1–4      | Nicolás Artajo        |
| Hugh, Graf von Manton          | Linus Roache           | 1–4      | Frank Röth            |
| Kenneth Barnes                 | Lee Ross               | 1–4      | Gerald Schaale        |
| Luisa, Gräfin von Manton       | Geraldine Somerville   | 1–4      | Ulrike Stürzbecher    |
| 2. Officier Charles Lightoller | Steven Waddington      | 1–4      | Stefan Fredrich       |
| Georgiana Manton               | Perdita Weeks          | 1–4      | Berenice Weichert     |
| Lord Pirrie                    | Timothy West           | 1–2      | Rüdiger Evers         |
| Joseph Rushton                 | Peter Wight            | 1–2, 4   | Frank-Otto Schenk     |
| Bruce Ismay                    | James Wilby            | 1–4      | Peter Flechtner       |
| Dorothy Gibson                 | Sophie Winkleman       | 1–4      | Natascha Geisler —    |

andere Charaktere
| Rolle                      | Schauspieler          | Synchronsprecher      |
| -------------------------- | --------------------- | --------------------- |
| Stoker Lyons               | Ben Bishop            | Nic Romm              |
| Eleanor Widener            | Diana Kent            | Katarina Tomaschewsky |
| Cosmo Duff Gordon          | Simon Paisley Day     |                       |
| Bessie Allison             | Olivia Darnley        | Esra Vural            |
| 4. Offizier Joseph Boxhall | Cian Barry            | Konrad Bösherz        |
| 5. Offizier Harold Lowe    | Ifan Meredith         | Gerrit Schmidt-Foß    |
| 6. Offizier James P. Moody | Jonathan Howard       | Wanja Gerick          |
| Alice Cleaver              | Izabella Urbanowicz   |                       |
| Theresa Maloney            | Georgia McCutcheon    | Sarah Kunze           |
| Madame Aubart              | Joséphine de La Baume |                       |

## Ausstrahlung
England
In England wurde die Serie vom 25. März bis zum 15. April 2012 auf ITV1 als vierteilige Miniserie mit je 60 Minuten pro Episode ausgestrahlt. Zuvor lief die Serie schon ab dem 21. März 2012 auf Global als Weltpremiere.
Deutschland
In Deutschland sicherte sich das ZDF die Rechte und strahlte die Serie als Zweiteiler am 6. und 9. April 2012 im Osterprogramm des Senders aus. Jedoch zeigte das ZDF den Film in einer anderen Schnittversion als die Miniserie. Zuvor hatte die Miniserie jedoch am 31. März 2012 ihre Premiere beim Sender ZDFneo. In der Nacht vom 14. auf den 15. April zeigte das ZDF von 0.55 Uhr bis 3.55 Uhr im Special Die lange Nacht der Titanic nochmals die vierteilige Fassung der Serie.
Österreich
Der Sender ORF 2 zeigte die Miniserie in zwei Teilen am 4. und 5. April 2012. Die Fassung entsprach der an Karfreitag und Ostermontag im ZDF ausgestrahlten Version.
International
International erwarben Global in Kanada, ABC in den Vereinigten Staaten, Seven Network in Australien, SVT in Schweden, TV3 in Irland, Television New Zealand in Neuseeland sowie TF1 in Frankreich die Ausstrahlungsrechte.

## Episodenliste
Die Teile 1 bis 3 erzählen die Geschichten der fiktiven und historischen Charaktere aus den verschiedenen Klassen. Jeder Teil endet mit dem Sinken der „Titanic“. Der vierte Teil verbindet alle Geschichten aus Teil 1 bis 3 miteinander.
| Teil | Deutscher Titel              | Datum ZDFneo  | Datum ZDF    | Datum Global  | Datum ITV1    | Datum ABC     | Einschaltquote im ZDF | Einschaltquote bei ITV1 | Einschaltquote bei ABC |
| ---- | ---------------------------- | ------------- | ------------ | ------------- | ------------- | ------------- | --------------------- | ----------------------- | ---------------------- |
| 1    | Die erste Klasse             | 31. März 2012 | 6. Apr. 2012 | 21. März 2012 | 25. März 2012 | 14. Apr. 2012 | 1,48 Mio.             | 6,89 Mio.               | 4,11 Mio.              |
| 2    | Die zweite und dritte Klasse | 31. März 2012 | 6. Apr. 2012 | 28. März 2012 | 1. Apr. 2012  | 14. Apr. 2012 | 1,48 Mio.             | 4,66 Mio.               | 4,11 Mio.              |
| 3    | Die Besatzung                | 1. Apr. 2012  | 9. Apr. 2012 | 4. Apr. 2012  | 8. Apr. 2012  | 14. Apr. 2012 | 1,32 Mio.             | 3,53 Mio.               | 4,11 Mio.              |
| 4    | Der Untergang                | 1. Apr. 2012  | 9. Apr. 2012 | 12. Apr. 2012 | 15. Apr. 2012 | 15. Apr. 2012 | 1,32 Mio.             |                         | 4,17 Mio.              |